# Lei sobre a Reconstrução do Reich
A Lei sobre a Reconstrução do Reich (em alemão:  Gesetz über den Neuaufbau des Reichs) de 30 de janeiro de 1934, foi uma mudança constitucional radical na estrutura do estado alemão pelo governo da Alemanha Nazista. Foi uma das principais peças legislativas que serviu de base para a política de Gleichschaltung, ou coordenação, pela qual Adolf Hitler e o Partido Nazista estabeleceram com sucesso seu controle totalitário sobre todos os aspectos do governo e da sociedade alemães. A lei aboliu os parlamentos independentes (Landtage) dos então existentes 16 estados alemães, transferiu a soberania dos estados para o governo central e essencialmente converteu a Alemanha de uma república federal em um estado unitário altamente centralizado.

## Antecedentes
A Alemanha teve durante muito tempo um sistema federal de governo composto por vários estados independentes (em alemão:  länder). O Império Alemão (1871–1918) continha 25 desses estados. Vinte e duas eram monarquias hereditárias compostas por quatro reinos, seis grão-ducados, cinco ducados e sete principados. Além disso, havia três cidades-estados (Hamburgo, Bremen e Lübeck) que eram repúblicas. Todos os estados também tinham algum tipo de assembleia representativa, com vários graus de representação popular e autoridade. Estas variavam desde assembleias livremente eleitas que atuavam como verdadeiras legislaturas nas repúblicas, até representantes dos estados em Mecklemburgo. 

Estados da República de Weimar em 1919. (Em 1934, Waldeck-Pyrmont e Mecklenburg-Strelitz foram fundidos com outros estados.)

Após a Revolução Alemã de 1918-1919 e a abolição das monarquias, a República de Weimar (1919-1933) foi estabelecida. Após alguma consolidação, o país acabou se tornando 17 repúblicas, em grande parte denominadas "estados livres", cada uma com sua própria assembleia popular. A maioria era chamada de Landtag, mas aqueles nas três cidades-estados eram chamados de Bürgerschaft (literalmente, cidadania). Todos esses parlamentos eram eleitos livremente por sufrágio popular universal e os governos estaduais eram responsáveis perante eles. Os estados eram em grande parte autónomos em termos de assuntos internos e tinham controlo sobre questões como a educação e a ordem pública, incluindo a polícia e os tribunais. 
Quando Hitler foi nomeado Chanceler do Reich no final de janeiro de 1933, o Partido Nazista tinha controle de apenas alguns governos estaduais e Hitler percebeu que elementos nos estados restantes poderiam formar o núcleo de uma oposição ao governo central. Ele então começou a restringir a independência deles e a tomar o controle das instituições governamentais. O primeiro esforço nesse sentido foi a "Lei Provisória sobre a Coordenação dos Estados com o Reich". O governo nazista usou os poderes de emergência concedidos a ele pela Lei de Concessão para promulgar esta lei em 31 de março de 1933. A lei determinava que os Landtage eleitos existentes seriam reconstituídos com base na parcela de votos de cada partido recebida na eleição do Reichstag de 5 de março de 1933, que deu aos nazistas quase 44% dos votos. Assentos comunistas ficaram vagos. Desta forma, os nazis, em conjunto com os seus aliados, o conservador Partido Popular Nacional Alemão, que obteve quase 8% dos votos, conseguiram assumir o controlo de todos os parlamentos estaduais. 
Isto foi seguido em breve pela "Segunda Lei sobre a Coordenação dos Estados com o Reich", decretada de forma semelhante pelo governo do Reich sob seus poderes de emergência em 7 de abril de 1933. Esta lei previa a nomeação pelo Presidente do Reich, a conselho do Chanceler do Reich, de um Reichsstatthalter (Governador do Reich) para supervisionar o governo de cada estado. Esses novos funcionários do governo central foram encarregados de garantir que as diretrizes políticas formuladas pelo Chanceler do Reich fossem observadas. Eles tinham o poder de presidir reuniões do governo estadual e de nomear e demitir os ministros-presidentes dos governos estaduais, bem como outros funcionários e juízes. Eles também poderiam promulgar leis estaduais, dissolver os parlamentos estaduais, convocar novas eleições e conceder perdões. Com esses novos e poderosos funcionários no poder em maio de 1933, logo todos os governos estaduais estavam nas mãos de políticos nazistas leais. A lei também proibia especificamente moções de censura por parte dos parlamentos estaduais contra os ministros-presidentes ou outros membros dos governos estaduais. 

## Texto

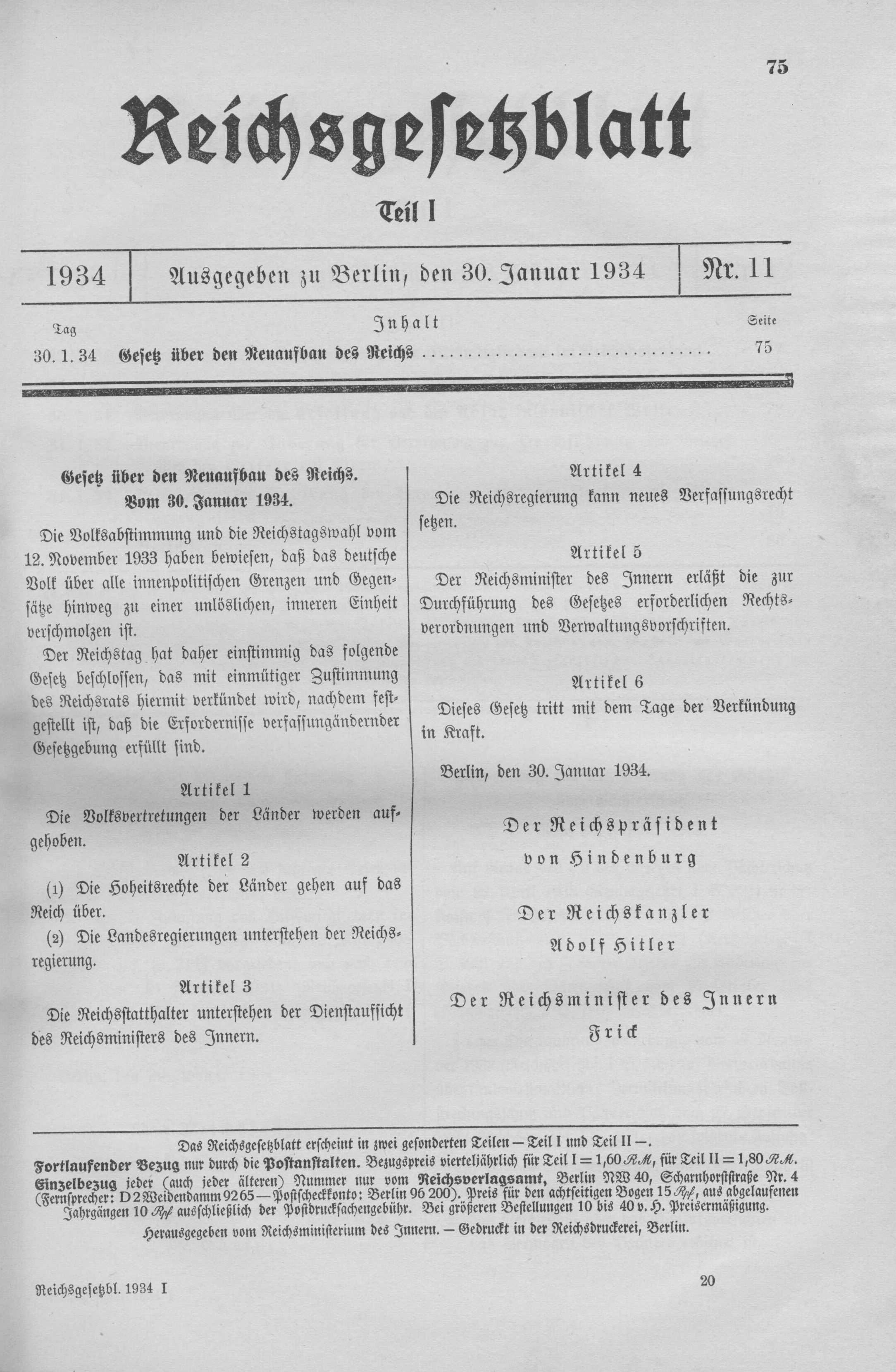
Promulgação da Lei sobre a Reconstrução do Reich no Reichsgesetzblatt, 30 de janeiro de 1934

A brevidade da lei proposta contrastava fortemente com o seu extraordinário significado histórico e constitucional.  Com apenas algumas frases, ele propôs a eliminação das assembleias representativas do povo em todos os estados e centralizaria toda a soberania governamental com o governo do Reich em Berlim.
Lei sobre a Reconstrução do Reich 
O referendo popular e a eleição do Reichstag de 12 de novembro de 1933 provaram que o povo alemão alcançou uma unidade interna indissolúvel que transcende todas as fronteiras e diferenças políticas internas. Consequentemente, o Reichstag promulgou a seguinte lei, que é aqui promulgada com o voto unânime do Reichstag, após verificar que os requisitos da Constituição do Reich foram atendidos:
ARTIGO I
As assembleias populares dos estados serão abolidas.
ARTIGO II
(1) Os poderes soberanos dos estados são transferidos para o Reich.
(2) Os governos estaduais são colocados sob o governo do Reich.
ARTIGO III
Os governadores do Reich são colocados sob a supervisão administrativa do Ministro do Interior do Reich.
ARTIGO IV
O Governo do Reich pode emitir novas leis constitucionais.
ARTIGO V
O Ministro do Interior do Reich pode administrar os regulamentos legais e administrativos necessários para a execução da lei.
ARTIGO VI
Esta lei entrará em vigor na data de sua promulgação.
Berlim, 30 de janeiro de 1934
O Presidente do Reich von Hindenburg,
O Chanceler do Reich Adolf Hitler,

O Ministro do Interior do Reich, Frick.

## Promulgação
A sessão de 30 de janeiro de 1934 do Reichstag, no primeiro aniversário da nomeação de Hitler como Chanceler do Reich, começou com um longo discurso de Hitler. A lei proposta foi então apresentada, aprovada em três leituras em menos de cinco minutos pelo presidente do Reichstag, Hermann Göring, e adotada sem qualquer debate ou votos contrários. Foi uma paródia do procedimento parlamentar que foi acompanhada por risos irónicos dos mais de 600 deputados do Reichstag nazista. 

## Efeitos
- Os parlamentos de todos os estados alemães foram abolidos.
- A soberania dos estados foi transferida para o governo central do Reich, reduzindo os estados a unidades administrativas do Reich.
- Os governadores do Reich ficaram sob a supervisão do Ministério do Interior do Reich, garantindo um controle mais centralizado.
- A atribuição e regulamentação da cidadania tornou-se uma questão do governo central. A cidadania estatal foi abolida como um conceito separado e foi subsumida na cidadania nacional alemã. [8]
- O Reichsrat, o órgão superior do parlamento alemão, cujos membros eram nomeados pelos governos estaduais para representar seus interesses na legislação nacional, havia sido efetivamente tornado impotente. O governo do Reich logo dissolveu formalmente o Reichsrat em 14 de fevereiro de 1934, pela aprovação da "Lei sobre a Abolição do Reichsrat". [9]

Ao anunciar a aprovação da lei e os seus resultados esperados num discurso radiofónico no dia seguinte à sua aprovação, o Ministro do Interior Wilhelm Frick declarou: "Um sonho centenário foi cumprido. A Alemanha já não é um estado federal fraco, mas sim um país nacional forte e centralizado." 

## Reversão do pós-guerra
Após a derrota da Alemanha nazista na Segunda Guerra Mundial, em maio de 1945, a Alemanha foi dividida em quatro zonas de ocupação militar administradas pelos Estados Unidos, Reino Unido, França e União Soviética. Enquanto as autoridades de ocupação se preparavam para realizar eleições para novas assembleias representativas locais e regionais, elas aprovaram a formação de länder restabelecidos em 1946-47. Alguns deles correspondiam aos antigos estados e alguns eram novas criações, em grande parte devido à dissolução da Prússia, anteriormente o maior estado alemão. Em 1947, os länder nas zonas ocidentais tinham eleito livremente assembleias parlamentares, revogando assim efectivamente as disposições da "Lei sobre a Reconstrução do Reich". Os desenvolvimentos institucionais seguiram um padrão superficialmente semelhante na zona soviética, mas aí o processo eleitoral foi menos do que totalmente livre. 
Quando a Alemanha Ocidental foi formada em 23 de maio de 1949, onze länder foram formalmente reconhecidos como entidades componentes na nova Lei Básica da República Federal da Alemanha e mantiveram os seus parlamentos estaduais.  Quando a Alemanha Oriental foi criada em 7 de outubro de 1949, cinco länder eram componentes da nova nação. Em 1952, porém, os länder foram realinhados em 14 distritos (bezirke). Em preparação para a reunificação alemã, os cinco länder foram restabelecidos em 23 de agosto de 1990, juntamente com uma Berlim recentemente reunificada, tornaram-se componentes federais da Alemanha recentemente unificada em 3 de outubro e realizaram eleições parlamentares estaduais livres em 14 de outubro. 